# 제18기관총포병사단
제18기관총포병사단(러시아어: 18-я пулемётно-артиллерийская дивизия; 약칭 18 пулад, 영어: 18th Machine Gun Artillery Division)은 붉은 군대 말기, 소련군 초기, 러시아 연방육군 소속의 야전 사단이다. 명칭은 사단이지만 실제 병력은 2개 연대 기반의 증강된 여단 규모인 3,500명 내외이다.

## 역사

### 제2차 세계 대전
1941년 9월에 기존 NKVD 소총 사단을 재편성하여 같은해 10월경 창설되었다. 1944년에 동부 독일 점령 작전에 참가하였고 전쟁 말기에는 극동 지역으로 옮겨져 제45소총병군단 아래에서 만주 지역에 전개되었다.

### 전후 및 21세기
1949년에 해체되었으며, 1978년 5월 재창설 후 쿠릴 열도에 배치되었다. 2022년 5월에 러시아-우크라이나 전쟁에 참전하였다는 보고가 있었다.

## 편성
- 사단 본부
- 제46기관총포병연대 (예전 제484연대)
- 제49기관총포병연대 (예전 제605연대)
- 제110독립전차대대
- 제228독립방공대대
- 제584독립정비대대
- 제911독립군수보급중대
- 무인항공(UAV)중대

## 참고
1. ↑  “Russia Sends Pacific Island 'Machine Gun Artillery Division' To Ukraine - Forbes”. 《Fharbor》 (미국 영어). 2022년 7월 22일.